# كريستوف شميت (اقتصادي)
كريستوف شميت (بالألمانية: Christoph M. Schmidt)‏ (و. 1962  م) هو اقتصادي، وأستاذ جامعي ألماني، ولد في كانبرا.

## التعليم
تعلم في جامعة برنستون، وتحصل منها على دكتوراة في الفلسفة (حتى 1991)، وتعلم في جامعة مانهايم، وتعلم في جامعة لودفيغ ماكسيميليان في ميونخ
.

## روابط خارجية
- كريستوف شميت على موقع مونزينجر (الألمانية)